# Peddars Way & Norfolk Coast Path

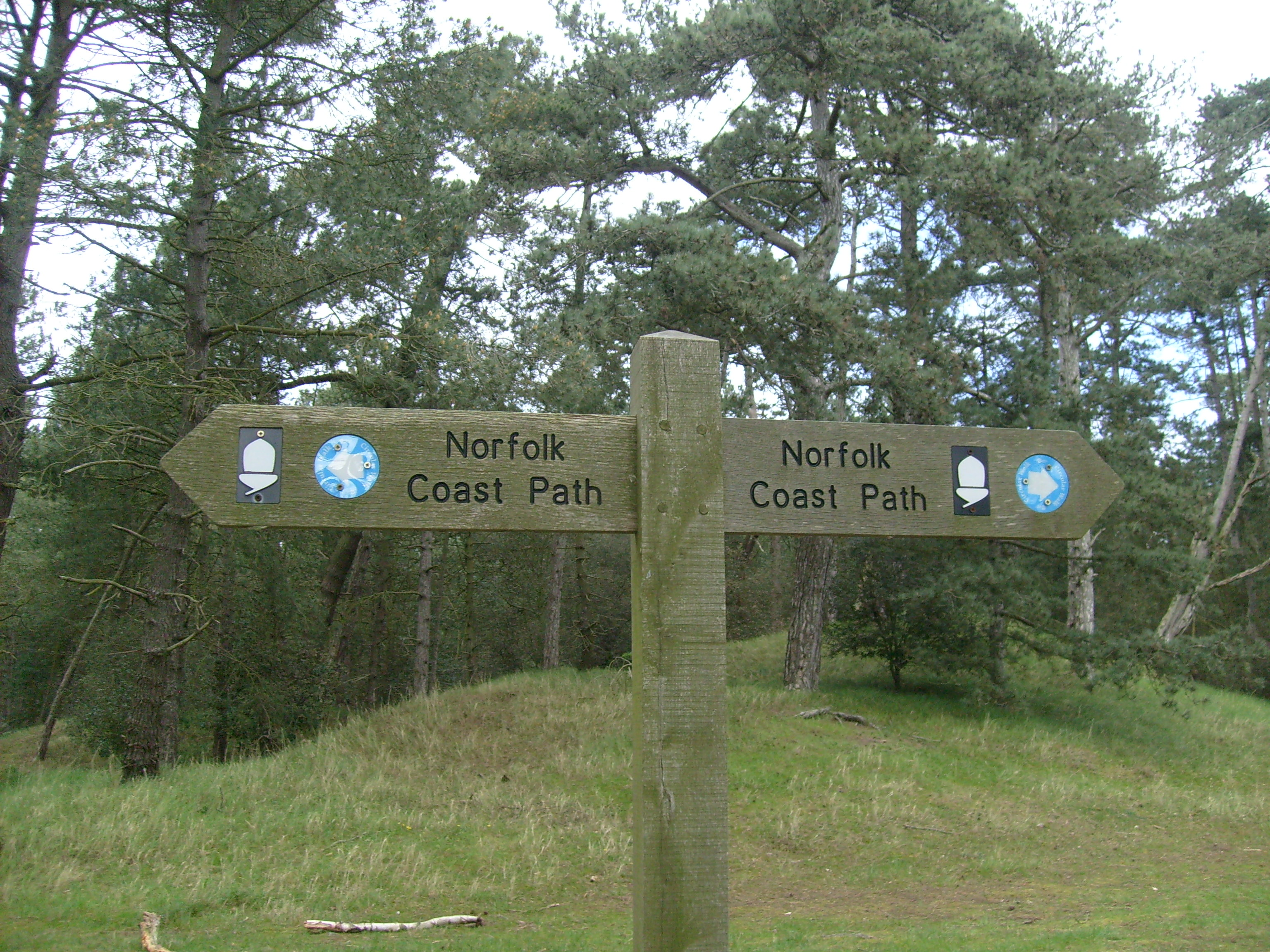

Peddars Way & Norfolk Coast Path is een langeafstandswandelpad (National Trail) in Engeland. Het pad combineert Peddars Way (97 km) en Norfolk Coast Path (135 km) en loopt  van Knettishall Heath Country Park naar Hopton-on-Sea.